# Preben Hoch
Preben Hoch (10. december 1925 - 12. juli 2014) var en dansk roer fra Skørping. Han var medlem af Bagsværd Roklub.
Hoch repræsenterede Danmark ved OL 1952 i Helsinki. Her udgjorde han, sammen med Mogens Snogdahl, Jørn Snogdahl, Bjørn Stybert, Helge Schrøder, Bjørn Brønnum, Leif Hermansen, Ole Scavenius Jensen samt styrmand John Wilhelmsen den danske otter. Den danske båd kom ind på fjerdepladsen i sit indledende heat, hvorefter de vandt et opsamlingsheat. I semifinalen sluttede danskerne på 3. pladsen, og kvalificerede sig dermed ikke til finalen. De sluttede samlet konkurrencen på en 9. plads.